# Nati nel 1906/Dicembre
| Questa pagina contiene informazioni ricavate automaticamente dalle voci biografiche con l'ausilio del template Bio e di un bot. L'aggiornamento è periodico e automatico e ricostruisce completamente la pagina. Se manca una persona in questa lista, sei pregato di non aggiungerla, ma accertati piuttosto che la sua voce biografica contenga il template Bio e che i dati anagrafici siano correttamente compilati. Se il template Bio manca, inseriscilo tu stesso o, in alternativa, metti l'avviso {{tmp\|Bio}} che ne segnala la mancanza. Se i dati riportati sono sbagliati, correggi direttamente la voce biografica; le modifiche saranno visibili in questa lista entro pochi giorni. Per chiarimenti vedi il progetto biografie. La lista contiene solo le 122 persone che sono citate nell'enciclopedia e per le quali è stato implementato correttamente il template Bio. Pagina aggiornata al 18 ago 2025. |

- 1º dicembre - Guido Ceccherini, politico, partigiano e arbitro di calcio italiano († 1985)
- 1º dicembre - Otto Schindler, ittiologo e zoologo tedesco († 1959)
- 2 dicembre - Daniel Dajani, gesuita albanese († 1946)
- 2 dicembre - Antonio Garzoni Provenzani, canottiere italiano († 1989)
- 2 dicembre - Peter Carl Goldmark, ingegnere ungherese († 1977)
- 2 dicembre - Franz Reichleitner, militare e ufficiale austriaco († 1944)
- 2 dicembre - Alvio Vaglini, pittore e scultore italiano († 1994)
- 2 dicembre - Donald Woods, attore canadese († 1998)
- 3 dicembre - Aldo Borsani, calciatore italiano († 1978)
- 3 dicembre - Leopoldo Caimmi, calciatore italiano († 1937)
- 3 dicembre - Ercole Cattaneo, pattinatore artistico su ghiaccio italiana († 1978)
- 3 dicembre - Isaac Rojas, ammiraglio argentino († 1993)
- 3 dicembre - Renato Vignolini, allenatore di calcio e calciatore italiano († 1982)
- 4 dicembre - Richard Wahl, schermidore tedesco († 1982)
- 5 dicembre - Herbert Girton Deignan, ornitologo statunitense († 1968)
- 5 dicembre - Nicolae Herescu, latinista, traduttore e poeta romeno († 1961)
- 5 dicembre - Winthrop Palmer, hockeista su ghiaccio statunitense († 1970)
- 5 dicembre - Willard Van Dyke, fotografo statunitense († 1986)
- 6 dicembre - Jakov Aleksandrovič Malik, diplomatico e politico sovietico († 1980)
- 6 dicembre - Marian Spychalski, architetto, generale e politico polacco († 1980)
- 7 dicembre - Ambrogio Favalli, calciatore italiano
- 7 dicembre - Erika Fuchs, traduttrice tedesca († 2005)
- 7 dicembre - Piero Mondini, calciatore italiano
- 8 dicembre - Daniel B. Cathcart, scenografo statunitense († 1959)
- 8 dicembre - Edmond Kramer, calciatore svizzero († 1945)
- 8 dicembre - Richard Llewellyn, scrittore britannico († 1983)
- 8 dicembre - Vincenzo Radicioni, vescovo cattolico italiano († 1988)
- 8 dicembre - Leo Shuken, compositore statunitense († 1976)
- 9 dicembre - Arnaldo Calzolari, calciatore e allenatore di calcio italiano († 1970)
- 9 dicembre - Esther Peterson, attivista statunitense († 1997)
- 9 dicembre - Grace Murray Hopper, matematica, informatica e militare statunitense († 1992)
- 9 dicembre - Hans Mock, calciatore austriaco († 1982)
- 9 dicembre - Douglas Nicholls, religioso, politico e giocatore di football australiano australiano († 1988)
- 10 dicembre - Jules Ladoumègue, mezzofondista francese († 1973)
- 10 dicembre - Franco Varaldo, politico italiano († 1991)
- 11 dicembre - Raffaele Calabria, arcivescovo cattolico italiano († 1982)
- 11 dicembre - Birago Diop, poeta senegalese († 1989)
- 11 dicembre - Malek Jân Ne'mati, scrittrice e poetessa iraniana († 1993)
- 11 dicembre - Sara Scuderi, soprano italiano († 1987)
- 12 dicembre - Natale Froglia, calciatore italiano († 1973)
- 12 dicembre - Wataru Ishijima, paleontologo e geologo giapponese († 1980)
- 12 dicembre - Edna Marion, attrice statunitense († 1957)
- 12 dicembre - Pietro Serantoni, calciatore e allenatore di calcio italiano († 1964)
- 12 dicembre - Enzo Storoni, giornalista e politico italiano († 1985)
- 12 dicembre - Ludwig Suthaus, tenore tedesco († 1971)
- 12 dicembre - Jorge Valderrama, calciatore boliviano († 1968)
- 13 dicembre - Cholín, calciatore spagnolo († 1967)
- 13 dicembre - Hendrik Brugmans, politico olandese († 1997)
- 13 dicembre - Helen Logan, sceneggiatrice statunitense († 1989)
- 13 dicembre - Dragoslav Mihajlović, calciatore jugoslavo († 1978)
- 13 dicembre - Marina di Grecia, nobile greca († 1968)
- 13 dicembre - Laurens van der Post, scrittore e esploratore sudafricano († 1996)
- 15 dicembre - George Whelan Anderson Jr., militare e diplomatico statunitense († 1992)
- 15 dicembre - Romildo Etcheverry, calciatore paraguaiano († 1967)
- 15 dicembre - Joseph MacDonald, direttore della fotografia statunitense († 1968)
- 16 dicembre - Corrado Del Greco, militare e marinaio italiano († 1940)
- 16 dicembre - Giovanni Lamberti, politico italiano († 1963)
- 16 dicembre - Martí Ventolrà, calciatore spagnolo († 1977)
- 17 dicembre - Raffaele Di Sipio, attore italiano († 1995)
- 17 dicembre - Enzo Domestico Kabregu, pittore italiano († 1971)
- 17 dicembre - Maxime Lehmann, calciatore francese († 2009)
- 17 dicembre - William McChesney Martin, banchiere statunitense († 1998)
- 17 dicembre - Josef Wendl, calciatore tedesco († 1980)
- 18 dicembre - Ferdinand Alquié, filosofo francese († 1985)
- 18 dicembre - František Getreuer, pallanuotista cecoslovacco († 1945)
- 18 dicembre - Fritz Grüneisen, calciatore svizzero († 1970)
- 18 dicembre - Zoltán Zelk, poeta ungherese († 1981)
- 18 dicembre - Ferdinand Ďurčanský, politico slovacco († 1974)
- 19 dicembre - Wilhelm Boger, militare tedesco († 1977)
- 19 dicembre - Václav Brabec, calciatore cecoslovacco († 1989)
- 19 dicembre - Leonid Il'ič Brežnev, politico e militare sovietico († 1982)
- 20 dicembre - Bernhard Bischoff, paleografo, filologo e storico tedesco († 1991)
- 20 dicembre - Friedrich Boßhammer, giurista, militare e criminale di guerra tedesco († 1972)
- 20 dicembre - Wilhelm Theodor Elwert, filologo e metricista tedesco († 1997)
- 20 dicembre - Fernanda Gattinoni, stilista e imprenditrice italiana († 2002)
- 20 dicembre - Lowell Gilmore, attore statunitense († 1960)
- 20 dicembre - Bill Martin, pallanuotista britannico († 1980)
- 20 dicembre - Marion Talley, soprano statunitense († 1983)
- 20 dicembre - Thelma Votipka, soprano statunitense († 1972)
- 21 dicembre - Ivan Montana, calciatore jugoslavo († 1930)
- 21 dicembre - Paolo Pedretti, ciclista su strada e pistard italiano († 1983)
- 21 dicembre - Sergej Il'ič Sidelёv, regista cinematografico sovietico († 1962)
- 22 dicembre - Trude von Molo, attrice austriaca († 1989)
- 22 dicembre - Paul-Léon Seitz, vescovo cattolico e missionario francese († 1984)
- 23 dicembre - Alice Kober, latinista statunitense († 1950)
- 23 dicembre - Tossy Spivakovsky, violinista statunitense († 1998)
- 23 dicembre - Giordano Bruno Verdesi, imprenditore e dirigente d'azienda italiano († 1982)
- 24 dicembre - James Hadley Chase, scrittore britannico († 1985)
- 24 dicembre - Joseph Höffner, cardinale e arcivescovo cattolico tedesco († 1987)
- 24 dicembre - Italo Calvari, pittore, attore e regista teatrale italiano († 1972)
- 24 dicembre - Bruno Petracca, pugile italiano († 1977)
- 24 dicembre - Guido Vedovato, generale italiano († 2001)
- 24 dicembre - Franz Waxman, compositore tedesco († 1967)
- 25 dicembre - Frank Ferguson, attore statunitense († 1978)
- 25 dicembre - Clark Clifford, avvocato e politico statunitense († 1998)
- 25 dicembre - Ariosto Neri, militare e aviatore italiano († 1932)
- 25 dicembre - Ernst Ruska, fisico tedesco († 1988)
- 26 dicembre - Antonio Marietti, calciatore e attore italiano († 1987)
- 26 dicembre - Alberts Šeibelis, calciatore lettone († 1972)
- 27 dicembre - Giuseppe Carmignato, allenatore di calcio e calciatore italiano († 1992)
- 27 dicembre - Andreas Feininger, fotografo e saggista statunitense († 1999)
- 27 dicembre - Erwin Geschonneck, attore tedesco († 2008)
- 27 dicembre - Oscar Levant, compositore, pianista e attore statunitense († 1972)
- 27 dicembre - Annemie Wolff, fotografa olandese († 1994)
- 28 dicembre - Arturo Codecasa, calciatore italiano
- 28 dicembre - Duilio Coletti, regista italiano († 1999)
- 28 dicembre - Alberto Del Bono, tennista italiano († 1998)
- 28 dicembre - Gino Gorla, giurista italiano († 1992)
- 28 dicembre - Leni Schmidt, velocista tedesca († 1985)
- 29 dicembre - Ercoliano Bazoli, politico e avvocato italiano († 1996)
- 29 dicembre - Sigfrido Costa, calciatore italiano
- 29 dicembre - Anatolij Fëdorovič Kapustinskij, chimico sovietico († 1960)
- 29 dicembre - Enrico Tosi, politico italiano († 1962)
- 30 dicembre - Francesco Albertini, politico italiano († 1996)
- 30 dicembre - Alziro Bergonzo, architetto e pittore italiano († 1997)
- 30 dicembre - Jean Laurent, calciatore francese († 1995)
- 30 dicembre - Mario Moretti, canottiere italiano († 1977)
- 30 dicembre - Carol Reed, regista e produttore cinematografico britannico († 1976)
- 30 dicembre - Giovanni Valentini, militare italiano († 1937)
- 31 dicembre - Erna Bogen-Bogáti, schermitrice ungherese († 2002)
- 31 dicembre - Gino Fratesi, tenore italiano († 1993)
- 31 dicembre - Theresa Harris, attrice statunitense († 1985)